# A Malév 240-es járatának katasztrófája
A Malév 240-es számú járata a Malév által üzemeltetett három hajtóműves Tu–154 típusú sugárhajtású utasszállító repülőgép volt, amely a Budapest–Bejrút menetrend szerinti útvonalon Libanon tengerpartjának közelében 1975. szeptember 30-án a Földközi-tengerbe zuhant. A fedélzeten tartózkodó ötven utas, valamint a tízfős legénység életét vesztette. A légi katasztrófa oka hivatalosan azóta is ismeretlen.

## Lehetséges magyarázatok
A szóbeszéd szerint a gépet lelőtték, amiért arab csoportok számára fegyvereket szállított, vagy amiért azt feltételezték, hogy PFSZ-tagok küldöttsége tartózkodott a fedélzeten (nem tartózkodott). Feltételezett támadók Szíria, illetve Izrael.
A katasztrófa előtti napokban a Palesztinai Felszabadítási Szervezet vezető tisztségviselői Jasszer Arafat kivételével mindannyian Budapesten tartózkodtak hivatalos látogatáson a szervezet budapesti irodájának megnyitóján. Egyes elbeszélések szerint Magyarországon akkoriban titkos katonai felkészítést is kaphattak a szervezet aktivistái, akik a katasztrófa idején fellángoló libanoni polgárháborúban vállaltak volna szerepet. Megint mások azt gyanítják, hogy Magyarország titkos fegyverszállítmányt akart küldeni a térségbe, hiszen akkoriban Magyarország jelentős fegyvergyártási kapacitással rendelkezett.
Ami biztosnak tűnik, hogy a jóval több mint 100 utas befogadására alkalmas gépen mindössze ötven utas tartózkodott a katasztrófa időpontjában. Tanúk elmondása szerint a gép indulása előtti napokban már nem lehetett rá jegyet váltani, továbbá az indulás napján többször is órákkal halasztották el a gép indulását. Ebből egyesek arra következtetnek, hogy a PFSZ-tagok számára fenntartott helyekre valamiért nem érkeztek meg az utasok. Mások pedig azt gyanítják, hogy a raktérben elhelyezett nagy tömegű (feltételezésük szerint fegyver-) rakomány miatt le kellett csökkenteni a fedélzeti utasok számát. Szemtanúk szerint a repülőgépet Budapesten az indulás előtt egy kimondottan félreeső helyen várakoztatták, amikor egy időre megszűnt a repülőtér kivilágítása. A repülőtér magyarázata szerint áramszünet okozta az üzemzavart, mások szerint ekkor rakodták a fegyvereket a gépre, megint mások szerint a magyar titkosszolgálat kívánta azt a látszatot kelteni, hogy a PFSZ-tagok a sötétség leple alatt felszálltak a gépre.

## Következmények
2007. szeptember 27-én Szilvásy György, a polgári titkosszolgálatokat akkor felügyelő tárca nélküli miniszter levelet írt Répássy Róbertnek (Fidesz) a magyar Országgyűlés képviselőjének arról, hogy a Nemzetbiztonsági Hivatal 2003-ban két jelentést is készített a balesetről. A jelentéseket a miniszter úgy foglalta össze, hogy nem találhatóak korabeli (titkosszolgálati) dokumentumok az ügyre vonatkozóan. A 2003-as jelentéseket szigorúan titkosnak minősítették a légi katasztrófával nem kapcsolatos egyéb tartalmuk miatt.
2009. január 14-én a katasztrófával kapcsolatban Erik Meijer holland EP képviselő az Európai Bizottsághoz kérdéseket intézett: tisztában vannak-e, hogy nem történt kivizsgálás, és tesznek-e valamit, hogy az érintettek válaszokat kapjanak. (A Bizottság szerint nekik nincs az ügyben hatáskörük, abban a nemzeti hatóságok az illetékesek.)
A katasztrófa után a tenger felszínén megtalált muzulmán áldozatokat a muzulmán vallási hagyományoknak megfelelően 24 órán belül eltemették. A megtalált nem muzulmán áldozatok nyughelye ismeretlen a hozzátartozók előtt. A katasztrófa után Budapesten felavattak ugyan egy emlékhelyet a Farkasréti temetőben, azonban nem biztosítottak lehetőséget a gyászoló hozzátartozóknak, hogy a különböző vallású áldozatokra az emlékhelynél vallási szertartásokkal emlékezzenek meg. Az emlékhelyet a baleset 30. évfordulóján felújították, továbbá az áldozatokra megemlékező gyászmisét is tartottak. A repülőgép roncsait 2009-ben sem kívánták a felszínre hozni, holott ennek műszaki feltételei már a katasztrófa idején is adottak lettek volna. A kiemelés utáni műszaki vizsgálat véget vethetett volna a baleset körülményeivel kapcsolatos több évtizedes találgatásnak. Magyarország kormánya 2009-ben úgy döntött, hogy a gyászoló hozzátartozók részére áldozatonként 4 millió forintot fizet. Valószínűleg ez a történelem legnagyobb részletes nyilvános vizsgálat nélküli polgári légikatasztrófája.

## Fordítás
- Ez a szócikk részben vagy egészben  a   Malév Flight 240 című angol Wikipédia-szócikk ezen változatának fordításán alapul.  Az eredeti cikk szerkesztőit annak laptörténete sorolja fel. Ez a jelzés csupán a megfogalmazás eredetét és a szerzői jogokat jelzi, nem szolgál a cikkben szereplő információk forrásmegjelöléseként.